# Парк пурпурового бамбука

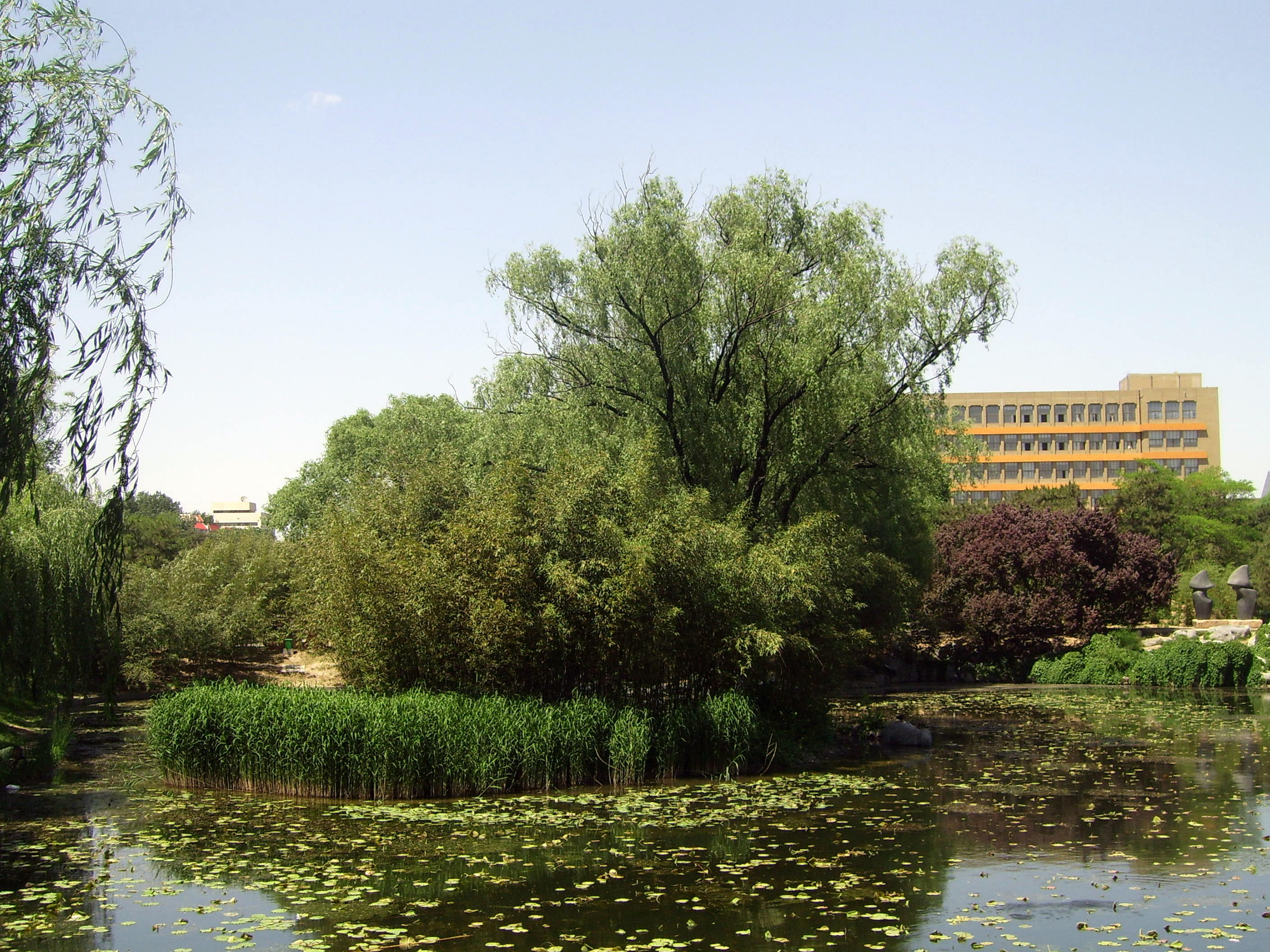
Парк пурпурного бамбкука

Парк пурпурного бамбкука (кит.: 紫竹院公园, Цзичжуюань гун'юань) — один з семи найбільших парків Пекіна. Знаходиться в районі Хайдянь (海淀 区) на північному заході китайської столиці, в безпосередній близькості від Третьої кільцевої автодороги (西 三环 北路). Має категорію AAAA туристичної привабливості.

## Історія
Згідно з письмовими джерелами, в цих місцях колись протікала річка Гаолян, через яку був перекинутий однойменний міст. У XIII столітті озера використовувалися для водопостачання Пекіна.
В епоху Мін (1368—1644) міст став улюбленим місцем відпочинку містян. На свято Цінмін (清明, день поминання покійних, зазвичай припадає на 5 квітня) тут обов'язково збиралися молоді дівчата. 1577 року на північний захід від озера було побудовано Храм довголіття (Ваньшоуси, 万寿寺).
Цінські імператори побудували тут житловий Палац пурпурного бамбука, звідки вони та їхний почт плавали річкою Чанхе до Літнього палацу Іхеюань. Дотепер від цих будівель дійшли дві кам'яні стели та дві пристані. Тут часто полюбляв бувати імператор Гуансюй. Під час повстання іхетуаней 1900 року будови суттєво постраждали.
У 1953 тут відкрито парк. Його оформили в класичному китайському стилі: водойми, химерні камені і пагорби. Родзинкою парку є різноманітні бамбуки та інші дерева. У 1981 на березі відкрито комплекс площею 1000 м², що складається з Павільйону пурпурного бамбука, Галереї для милування місяцем та ін. До 1987 роботи завершили, зокрема створили новий кам'яний сад.
З 1 липня 2006 вхід до парку безкоштовний. Під час літньої Пекінської олімпіади 2008 в Парку пурпурного бамбука діяв гайд-парк.

## Опис
Площа парку становить 47,36 га, з них майже 16 гектарів припадає на озера (всього їх в парку 3) і канали. Є 2 острови. На східному березі височіють штучні пагорби, які гармонійно доповнюють природні пагорби в західній частині парку. Через озера й канали перекинуті п'ять мостів. У північній частині парку протікає річка Чанхе (长河), якою можна дістатися до Літнього палацу (парк Іхеюань).
Парк досить сучасний, разом з тим виконаний у класичному китайському садово-парковому стилі. Тут можна знайти 50 видів бамбука (доволі багато рідкісних) та інших рослин (загалом 16 млн дерев), різноманітні камені — обов'язковий атрибут китайського саду. Камені символізують ян (阳) чоловічий, світлий, активний початок. Деякі бамбукові гаї обгороджені високими перекладинами, щоб сильний вітер не нахиляв стовбури. Також у парку багато квітів.
Крім того, у Парку пурпурного бамбука є традиційні китайські Місячні містки. Вони мають форму півкола і, відбиваючись у спокійній воді, утворюють правильне коло. Уздовж ставків йдуть хвилясті містки. Така форма дозволяє візуально розширити простір і милуватися різними ракурсами. Крім того, тут є майданчики для відпочинку, виконані у формі лотоса. Весь ставок біля берега заріс лотосами.

## Відвідування парку
- На метро: станція «Національна бібліотека» (国家 图书馆 站), лінії 4, 9.
- На автобусі: № 114, 300, 323, 334, 374, 811, 814, 817, 334, 347, 360, 320 і 904.